# Вівторок

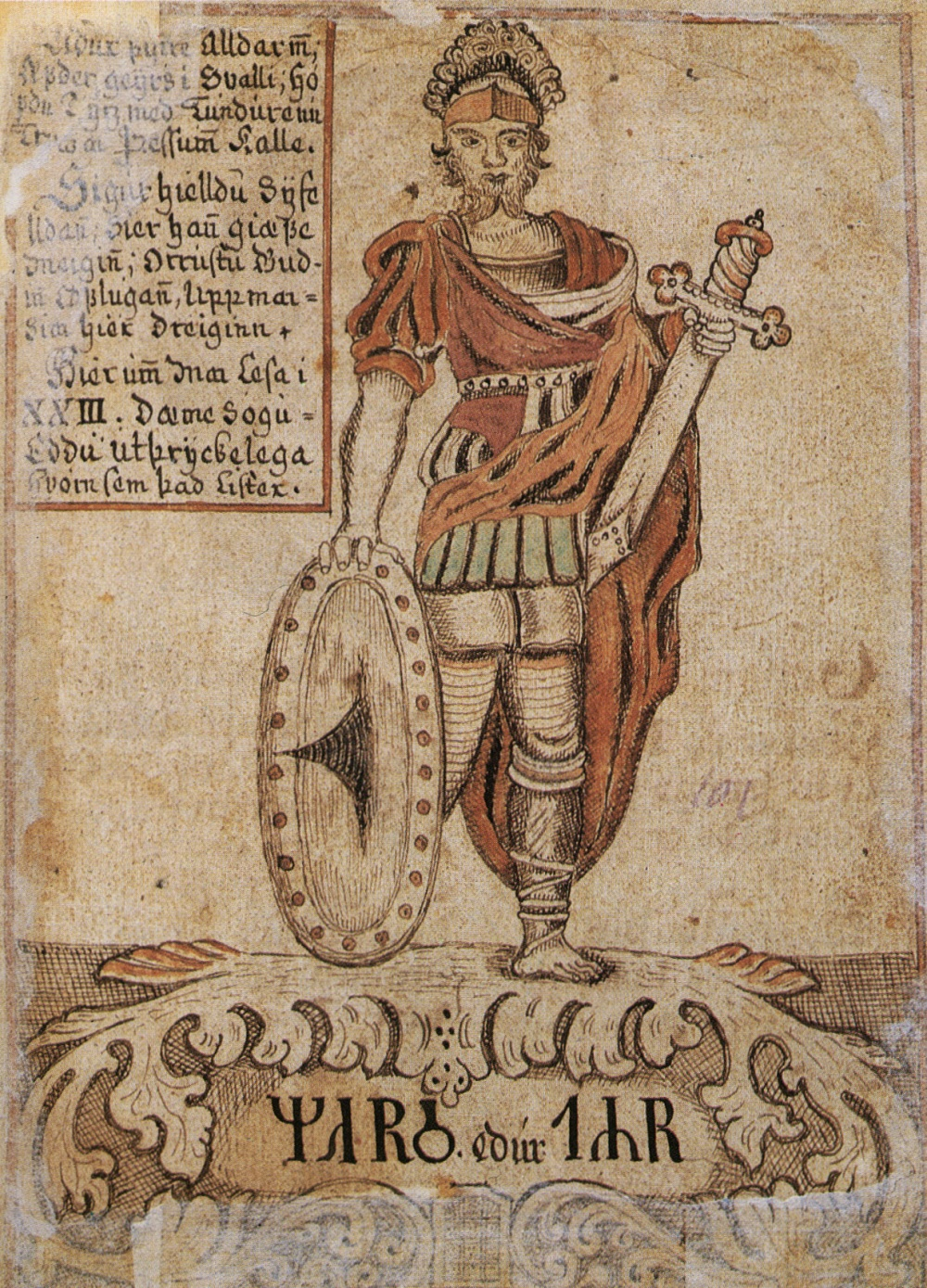
Бог Тюр, що ототожнюється з Марсом, на честь якого названий вівторок.

Вівто́рок — другий день тижня між понеділком та середою.

## Історичний аспект
У давніх римлян був присвячений Марсу, у північногерманських племен — Тиру (або Тюру) (Tyr).
У США вибори традиційно проводяться у вівторок. Федеральні вибори відбуваються у вівторок, що настає одразу після першого понеділка листопада кожного року з парним номером.
Чорний вівторок — у США, 29 жовтня 1929 — початок великого розладу на фондовому ринку. Це був вівторок після Чорного четверга, який став початком Великої депресії.

## Походження назви у мовах світу
Українська назва походить від прасл. *vъtorъkъ, *vъtorьnikъ, утвореного від *vъtorъ («другий»). Сучасна форма вівторок розвинулася від д.-рус. вовъторъкъ, виниклого від овъторъкъ доданням протетичного [v], а [і] з'явився з ранішого [о] в процесі ікавізму. Походження початкового [о] в овъторъкъ залишається неясним, можливо, мала місце подвійна протеза [v] + [o]): въторъкъ > ōвторок > вōвторок > вівторок.
- У японській мові «вівторок» звучить, як «день вогню» (火曜日).
- У португальській мові «вівторок» звучить, як «третій день (від суботи)» (terça-feira), таке саме значення має назва грузинскою სამშაბათი (самшабаті) та  таджицькою сешанбе.
- На санскриті Мангалвар (день Мангали).

## Вівторок в українській культурі
Вівторок, як і четвер, вважався днем чоловічим, а тому благополучний, щасливий. Цього дня добре починати зводити хату, заготовляти цілющі трави, знахарям — зцілювати від переляку. У вівторок сіють гарбузи та огірки, бо ще й донині подекуди вірять, що в «чоловічі» дні треба сіяти й садити ту городину, «що чоловічого роду».